# أف أن أس أس لصناعات الدفاعية

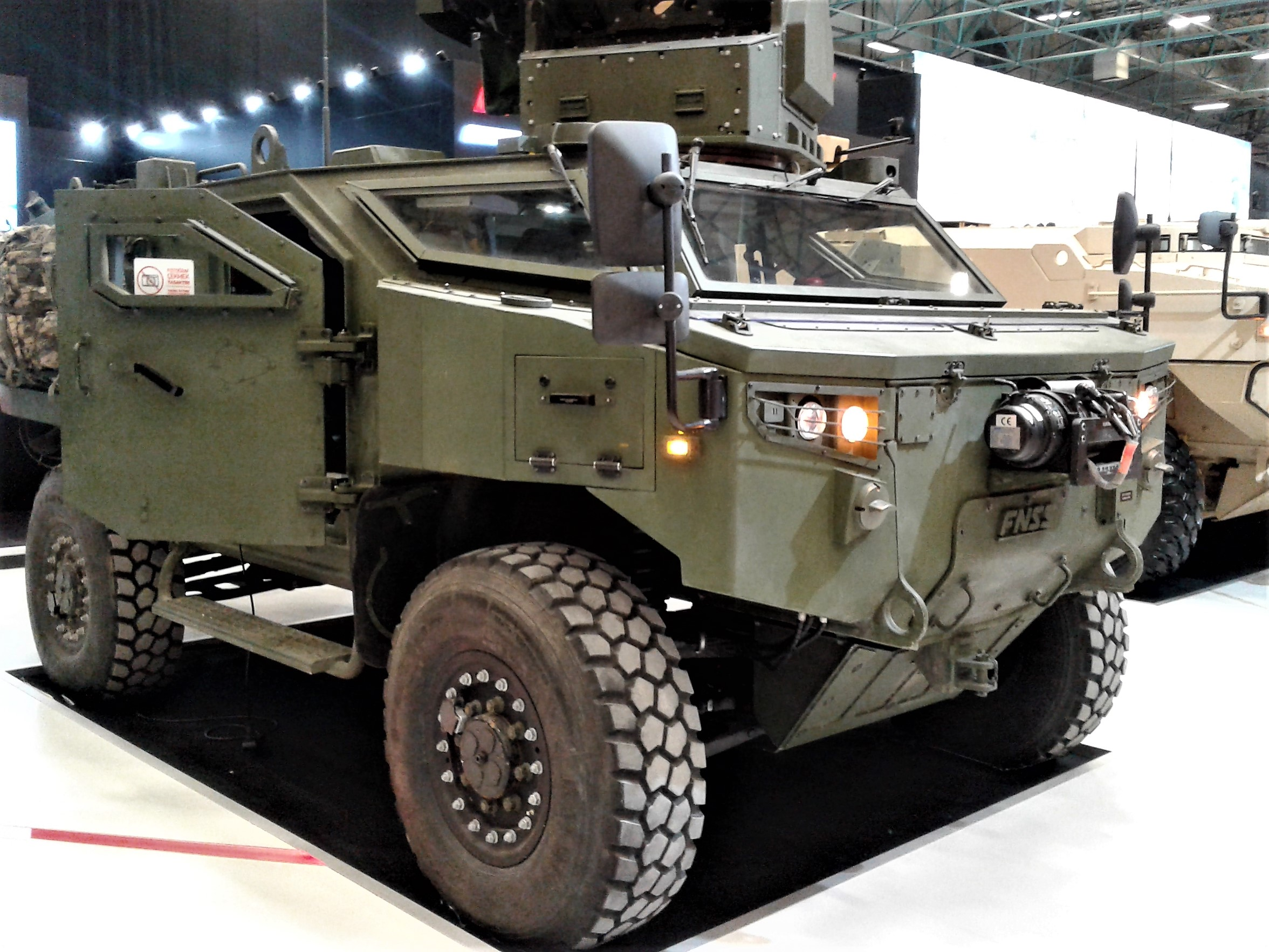

أف أن أس أس لصناعات الدفاعية هي شركة تركية لصناعة منظومات الأسلحة والعربات و مضادات الدبابات تأسست في عام 1988 لتصنيع 1698 مركبة قتالية مدرعة (أكف) لصالح القوات المسلحة التركية، وبدأت الشركة الإنتاج في أغسطس من عام 1991 بمعملها الواقع على مساحة إجمالية قدرها 000 280 متر مربع . تم الانتهاء من تسليم الدفعة الأولى من المركبات القتالية المدرعة (أكف-15) بنجاح في عام 2000 . تملك الشركة مجموعة كاملة من المركبات المدرعة والمجنزرة أكف-15 ، والمدرعة المتطورة (أبك) . استخدمت مركبات الشركة في القوات المسلحة الإماراتية وقوات القتال التابعة للأمم المتحدة في الصومال والبوسنة والهرسك وكوسوفو وأفغانستان.